# Raimonds Vējonis
Raimonds Vējonis (Oblast' di Pskov, 15 giugno 1966) è un biologo e politico lettone, è stato presidente della Repubblica lettone dall'8 luglio 2015 all'8 luglio 2019.